# Гватемалски черен ревач
Гватемалският черен ревач (Alouatta pigra) е вид бозайник от семейство Паякообразни маймуни (Atelidae). Видът е застрашен от изчезване.

## Разпространение и местообитание
Разпространен е в Белиз, Гватемала и Мексико.